# Loes Zanderink
Loes Zanderink (Beuningen (Overijssel), 23 november 1988) is een voormalig Nederlandse zwemster.

## Carrière
Op de Open Nederlandse kampioenschappen kortebaanzwemmen 2008 in Amsterdam veroverde Zanderink haar eerste nationale titel, op de 200 meter schoolslag. Ze bevestigde dat dit geen incident was door ook tijdens de Open Nederlandse kampioenschappen zwemmen 2009 in Eindhoven de 200 meter schoolslag te winnen. Tijdens de Britse Grand Prix (kortebaan) in Leeds verbeterde Zanderink het Nederlands record op de 200 meter schoolslag van Linda Moes, door deze prestatie kwalificeerde ze zich voor de Europese kampioenschappen kortebaanzwemmen 2009 in Istanboel. In Istanboel strandde ze op alle drie de schoolslag afstanden in de series.

## Resultaten

### Internationale toernooien
| Jaar | Olympische Spelen | WK langebaan  | WK kortebaan | EK langebaan | EK kortebaan                                               |
| ---- | ----------------- | ------------- | ------------ | ------------ | ---------------------------------------------------------- |
| 2009 |                   | geen deelname |              |              | 31e 50m schoolslag 41e 100m schoolslag 15e 200m schoolslag |

## Persoonlijke records
Bijgewerkt tot en met 4 december 2011

### Kortebaan
| Afstand         | Tijd    | Datum           | Plaats |
| --------------- | ------- | --------------- | ------ |
| 50m schoolslag  | 31,17   | 15 oktober 2011 | Aken   |
| 100m schoolslag | 1.08,02 | 8 augustus 2009 | Leeds  |
| 200m schoolslag | 2.24,78 | 7 augustus 2009 | Leeds  |

### Langebaan
| Afstand         | Tijd    | Datum           | Plaats    |
| --------------- | ------- | --------------- | --------- |
| 50m schoolslag  | 31,93   | 4 december 2011 | Eindhoven |
| 100m schoolslag | 1.09,90 | 2 december 2011 | Eindhoven |
| 200m schoolslag | 2.29,90 | 1 augustus 2009 | Sheffield |